# Port lotniczy Whitianga
Port lotniczy Whitianga (IATA: WTZ, ICAO: NZWT) – port lotniczy położony na zachód od miasta Whitianga, w regionie Waikato, w Nowej Zelandii.